# Sergio Volpi

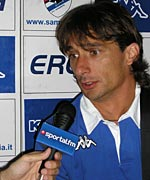

Sergio Volpi (Orzinuovi, 31 augustus 1974) is een voormalig Italiaanse voetballer (middenvelder) die zijn loopbaan in 2011 afsloot bij de Italiaanse tweedeklasser Piacenza Calcio. Bij deze club was hij ook aanvoerder. Hij speelde voordien bij onder andere AS Bari, Venezia, Piacenza en Sampdoria.
Volpi speelde in 2004 twee wedstrijden voor de Italiaanse nationale ploeg.

## Carrière
- 1990-1993: Brescia (jeugd)
- 1993-1994: Brescia
- 1994-1995: Carrarese
- 1995-1996: Brescia
- 1996-1998: AS Bari
- 1998-2000: Venezia
- 2000-2002: Piacenza
- 2002-2008: Sampdoria
- 2008-2009: Bologna FC
- 2009-2010: Reggina
  - 2010: Atalanta (huur)
- 2010-... : Piacenza